# Träskö (Kemiö)
Träskö est une île de l'archipel finlandais à Kimitoön en Finlande.

## Géographie
Située entre Kemiö et Särkisalo,  Träskö a une superficie de 105 hectares.
Le point culminant de l'île se situe à 35 mètres d'altitude. 
Träskö s'étend sur 1,3 kilomètre dans la direction nord-sud et sur 1,8 kilomètre dans la direction est-ouest,.